# Розата
„Розата“ (на английски: The Rose) e американски игрален филм – музикална драма, излязъл по екраните през 1979 година, режисиран от Марк Райдел, с участието на Бет Мидлър, Алън Бейтс, Фредерик Форест и Хари Дийн Стантън в главните роли.

## Сюжет
Историята е базирана върху живота на легендарната рок икона Джанис Джоплин и разказва за възхода и паденията на саморазрушаваща се талантлива рок певица, която търси убежище от суровата действителност на обществото в т.нар. стил на живот – „Наркотици, Секс и Рокендрол“.

## В ролите
| Актьор            | Роля                                                         |
| ----------------- | ------------------------------------------------------------ |
| Бет Мидлър        | Мери Роуз Фостър – Розата, емоционално нестабилна рок певица |
| Алън Бейтс        | Ръдж Кемпбъл, мениджър на Розата                             |
| Фредерик Форест   | Хюстън Дайър, любовна авантюра на Розата                     |
| Хари Дийн Стонтън | Били Рей, кънтри певец                                       |
| Бари Праймъс      | Денис                                                        |
| Дейвид Кийт       | Мол                                                          |
| Сандра Маккейб    | Сара Уилингам                                                |
| Уил Хеър          | Г-н Леонард                                                  |
| Джеймс Кийн       | Сам                                                          |
| Дорис Робъртс     | Г-жа Фостър                                                  |
| Дани Уайс         | Дани, китарист и лидер на рок групата на Розата              |

## Награди и номинации
„Розата“ е сред основните заглавия на 52-рата церемония по връчване на наградите „Оскар“, където е номиниран за отличието в 4 категории, в това число за Най-добра главна женска роля за изпълнението на Бет Мидлър в нейния филмов дебют на големия екран. В същата категория тя е удостоена с престижния приз Златен глобус. Номинации за Оскар и Златен глобус получава и Фредерик Форест в категорията за поддържаща роля.